# Тчув (гмина)
Тчув (пол. Tczów) — сельская гмина (волость) в Польше, входит как административная единица в Зволенский повет, Мазовецкое воеводство. Население — 4906 человек (на 2004 год).

## Демография
| Перепись                       | Всего   | Всего | Женщины | Женщины | Мужчины | Мужчины |
| ------------------------------ | ------- | ----- | ------- | ------- | ------- | ------- |
| Единицы                        | человек | %     | человек | %       | человек | %       |
| Население                      | 4906    | 100   | 2388    | 48,7    | 2518    | 51,3    |
| Плотность населения (чел./км²) | 68      | 68    | 33,1    | 33,1    | 34,9    | 34,9    |

## Сельские округа
1. Бартодзее
2. Борки
3. Бжезинки-Нове
4. Бжезинки-Старе
5. Янув
6. Юзефув
7. Юлианув
8. Казимежув
9. Люцин
10. Подзакшувек
11. Равица
12. Тчув
13. Тыница
14. Винцентув

## Поселения
1. Халупы
2. Дальше
3. До-Шерокей-Дроги
4. Гуры
5. Хута
6. Янувка-Мала
7. Юзефатка
8. Ланы
9. Мостки
10. Нова-Равица
11. Однога
12. Пляце
13. Под-Лясем
14. Подтыница
15. Подуховне
16. Прага
17. Пшерваньце
18. Щына
19. Сьредня-Весь
20. Вильчи-Луг
21. Выбраньце
22. Жабувка

## Соседние гмины
1. Гмина Гузд
2. Гмина Казанув
3. Гмина Скарышев
4. Гмина Зволень